# Ислам в Новой Каледонии

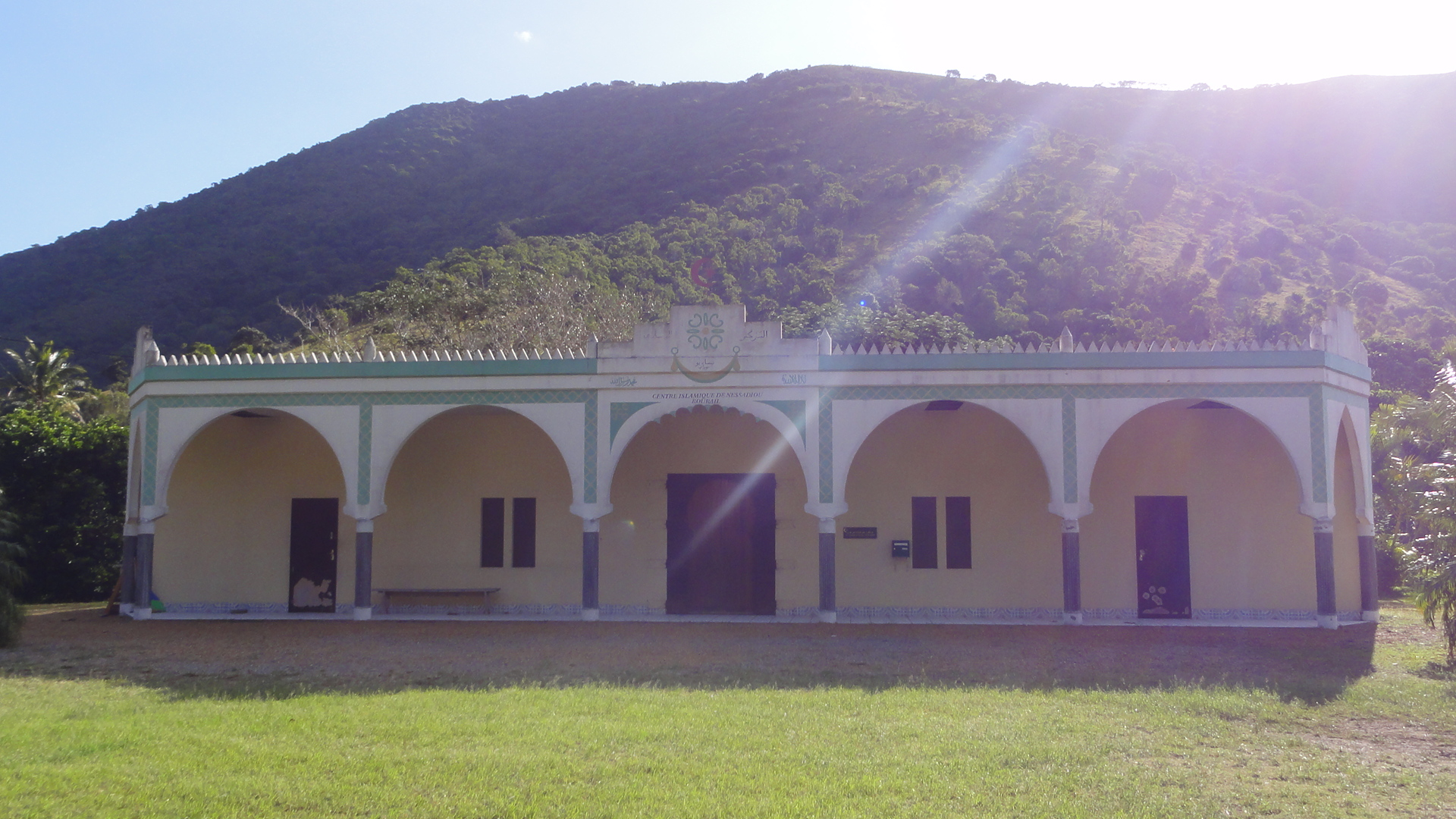
Мусульманский религиозный и арабский культурный центр в городе Бурайе

Ислам в Новой Каледонии — религия меньшинства. В Новой Каледонии насчитывается около 6357 мусульман, что составляет 2,6 % от всего населения страны.

## История
Ислам начал проникать в Новую Каледонию в конце XIX века. Среди первых мусульман в Новой Каледонии были алжирские заключенные, отправленные туда в 1872 году. В XX веке в Новую Каледонию начали прибывать индонезийские, сомалийские и арабские рабочие. В XXI веке ислам проникает вместе с мигрантами из Индонезии и мусульманских стран Ближнего Востока, Северной и Восточной Африки. Мусульманская ассоциация Новой Каледонии была основана в 1975 году.

## Современное положение
Ислам в Новой Каледонии — это вера меньшинства, последователями которой являются 6357 человек. Большая часть мусульман в Новой Каледонии — этнические яванцы. Мусульмане в этом государстве в основном говорят на французском, а также арабском и индонезийском языках. Это вызывает лингвистический разрыв между ними и соседними англоязычными мусульманскими общинами в Австралии и Республике Фиджи. На островах есть 2 исламских религиозных центра. Первый центр находится в городе Бурайе, прихожанами которого, в основном, являются потомки мигрантов из Алжира. Второй центр находится в столице Новой Каледонии Нумеа. Подавляющее большинство мусульман в Новой Каледонии — сунниты.